# Haemaphysalis eupleres
Haemaphysalis eupleres är en fästingart som beskrevs av Hoogstraal, Kohls och Harold Trapido 1965. Haemaphysalis eupleres ingår i släktet Haemaphysalis och familjen hårda fästingar.
Artens utbredningsområde är Madagaskar. Inga underarter finns listade i Catalogue of Life.